# 安妮·潘特
安妮·潘特（英語：Anne Panter，1984年1月28日—），英国女子曲棍球运动员。她曾代表英国参加2008年和2012年夏季奥林匹克运动会曲棍球比赛，其中2012年奥运会获得一枚铜牌。